# Galtara megadoriae
Galtara megadoriae är en fjärilsart som beskrevs av De Toulgoët 1977. Galtara megadoriae ingår i släktet Galtara och familjen björnspinnare. Inga underarter finns listade i Catalogue of Life.